# 지델호른
지델호른(Sidelhorn)은 그림젤 고개의 서쪽에 위치한 베른 알프스의 산이다. 이 산은 운터아어 빙하와 아어그라트라는 론 계곡 사이의 산맥의 동쪽 끝에 있다. 빙하가 아레강으로 흘러들어가 라인강과 북해로 흘러들어가는 반면, 론강은 지중해로 흘러들어가기 때문에 지델호른은 유럽 대륙 분수령에 놓여 있다.
정상은 그림젤 고개에서 여러 산책로를 통해 도달할 수 있다.
행정적으로, 산은 북쪽으로 베른주에 있는 구탄넨 지자체와 남쪽으로 발레주에 있는 오버곰스 지자체 사이의 경계에 있다.